# Мухторов, Хуршидбек Алижон огли
Хуршидбек Алижон огли Мухторов (узб. Xurshid Alijon oʻgʻli Muxtorov; род. 9 февраля 1994, Гулистан) — узбекистанский футболист, защитник казахстанского клуба «Туран».

## Карьера
Профессиональную карьеру начал в 2013 году в составе клуба «Гулистан». 29 июня 2013 года в матче против клуба «Согдиана» дебютировал в чемпионете Узбекистана.
В июле 2018 года стал игроком клуба «Насаф».
В январе 2020 года перешёл в клуб «Навбахор».
В январе 2023 года подписал контракт с клубом «Турон».

## Достижения
«Локомотив» Ташкент
- Обладатель Кубка Узбекистана: 2014

## Клубная статистика
| Игровая карьера | Игровая карьера     | Игровая карьера | Лига | Лига | Кубки | Кубки | Межд. | Межд. | Др. | Др. |
| --------------- | ------------------- | --------------- | ---- | ---- | ----- | ----- | ----- | ----- | --- | --- |
| 2018            | Насаф               | А               | 12   | 1    | —     | —     | —     | —     | —   | —   |
| 2019            | Насаф               | А               | 23   | 0    | 3     | 0     | —     | —     | —   | —   |
| 2020            | Навбахор            | А               | 20   | 0    | 1     | 0     | —     | —     | —   | —   |
| 2021            | Локомотив (Ташкент) | А               | 13   | 0    | 3     | 0     | —     | —     | —   | —   |
| 2022            | Локомотив (Ташкент) | А               | 22   | 2    | 5     | 0     | —     | —     | —   | —   |
| 2023            | Турон               | А               | 21   | 4    | 4     | 0     | —     | —     | —   | —   |
| 2024            | Нефтчи (Фергана)    | А               | 8    | 0    | 4     | 0     | —     | —     | —   | —   |